# Seznam rozhodujících hlasování amerického viceprezidenta v Senátu Spojených států amerických
Seznam rozhodujících hlasování amerického viceprezidenta v Senátu Spojených států amerických uvádí přehled hlasování amerického viceprezidenta, který je předsedou ex officio Senátu Spojených států amerických. Viceprezident může podle Ústavy hlasovat pouze při rovnosti hlasů a jeho hlas má tak rozhodující charakter. K 24. lednu 2025 hlasovalo třicet osm viceprezidentů celkově 302krát.

## Počet hlasování dle viceprezidentů
| Pořadí | Počet hlasování | Viceprezident           | Strana                            | Pořadí v úřadu | Funkční období                      | Prezident                        |
| ------ | --------------- | ----------------------- | --------------------------------- | -------------- | ----------------------------------- | -------------------------------- |
| 1.     | 33              | Kamala Harrisová        | Demokraté                         | 49.            | 20. ledna 2021 – 20. ledna 2025     | Joe Biden                        |
| 2.     | 31              | John C. Calhoun         | Demokraticky-republikánská strana | 7.             | 4. března 1825 – 28. prosince 1832  | J. Q. Adams / Andrew Jackson     |
| 3.     | 29              | John Adams              | Federalisté                       | 1.             | 21. dubna 1789 – 4. března 1797     | George Washington                |
| 4.     | 19              | George Dallas           | Demokraté                         | 11.            | 4. března 1845 – 4. března 1849     | James K. Polk                    |
| 5.     | 18              | Schuyler Colfax         | Republikáni                       | 17.            | 4. března 1869 – 4. března 1873     | Ulysses S. Grant                 |
| 6.     | 14              | George Clinton          | Demokraticky-republikánská strana | 4.             | 4. března 1805 – 20. dubna 1812     | Thomas Jefferson / James Madison |
| 6.     | 14              | Richard M. Johnson      | Demokraté                         | 9.             | 4. března 1837 – 4. března 1841     | Martin Van Buren                 |
| 8.     | 13              | Mike Pence              | Republikáni                       | 48.            | 20. ledna 2017 – 20. ledna 2021     | Donald Trump                     |
| 9.     | 10              | John C. Breckinridge    | Demokraté                         | 14.            | 4. března 1857 – 4. března 1861     | James Buchanan                   |
| 10.    | 9               | Elbridge Gerry          | Demokraticky-republikánská strana | 5.             | 4. března 1813 – 23. listopadu 1814 | James Madison                    |
| 10.    | 9               | Thomas R. Marshall      | Demokraté                         | 28.            | 4. března 1913 – 4. března 1921     | Woodrow Wilson                   |
| 12.    | 8               | Alben W. Barkley        | Demokraté                         | 35.            | 20. ledna 1949 – 20. ledna 1953     | Harry S. Truman                  |
| 12.    | 8               | Richard M. Nixon        | Republikáni                       | 36.            | 20. ledna 1953 – 20. ledna 1961     | Dwight D. Eisenhower             |
| 12.    | 8               | Dick Cheney             | Republikáni                       | 46.            | 20. ledna 2001 – 20. ledna 2009     | George W. Bush                   |
| 15.    | 7               | Hannibal Hamlin         | Republikáni                       | 15             | 4. března 1861 – 4. března 1865     | Abraham Lincoln                  |
| 15.    | 7               | George H. W. Bush       | Republikáni                       | 43.            | 20. ledna 1981 – 20. ledna 1989     | Ronald Reagan                    |
| 17.    | 6               | Daniel D. Tompkins      | Demokraticky-republikánská strana | 6.             | 4. března 1817 – 4. března 1825     | James Monroe                     |
| 17.    | 6               | William A. Wheeler      | Republikáni                       | 19.            | 4. března 1877 – 4. března 1881     | Rutherford B. Hayes              |
| 19.    | 4               | Martin Van Buren        | Demokraté                         | 8.             | 4. března 1833 – 4. března 1837     | Andrew Jackson                   |
| 19.    | 4               | Levi P. Morton          | Republikáni                       | 22.            | 4. března 1889 – 4. března 1893     | Benjamin Harrison                |
| 19.    | 4               | James S. Sherman        | Republikáni                       | 27.            | 4. března 1909 – 30. října 1912     | William H. Taft                  |
| 19.    | 4               | Henry A. Wallace        | Demokraté                         | 33.            | 20. ledna 1941 – 20. ledna 1945     | Franklin D. Roosevelt            |
| 19.    | 4               | Hubert H. Humphrey      | Demokraté                         | 38.            | 20. ledna 1965 – 20. ledna 1969     | Lyndon B. Johnson                |
| 19.    | 4               | Al Gore                 | Demokraté                         | 45.            | 20. ledna 1993 – 20. ledna 2001     | Bill Clinton                     |
| 25.    | 3               | Thomas Jefferson        | Demokraticky-republikánská strana | 2.             | 4. března 1797 – 4. března 1801     | John Adams                       |
| 25.    | 3               | Aaron Burr              | Demokraticky-republikánská strana | 3.             | 4. března 1801 – 4. března 1805     | Thomas Jefferson                 |
| 25.    | 3               | Millard Fillmore        | Strana Whigů                      | 12.            | 4. března 1849 – 9. července 1850   | Zachary Taylor                   |
| 25.    | 3               | Chester A. Arthur       | Republikáni                       | 20.            | 4. března 1881 – 19. září 1881      | James A. Garfield                |
| 25.    | 3               | Charles Curtis          | Republikáni                       | 31.            | 4. března 1929 – 4. března 1933     | Herbert Hoover                   |
| 25.    | 3               | John N. Garner          | Demokraté                         | 32.            | 4. března 1933 – 20. ledna 1941     | Franklin D. Roosevelt            |
| 31.    | 2               | Adlai E. Stevenson      | Demokraté                         | 23.            | 4. března 1893 – 4. března 1897     | Grover Cleveland                 |
| 31.    | 2               | Charles G. Dawes        | Republikáni                       | 30.            | 4. března 1925 – 4. března 1929     | Calvin Coolidge                  |
| 31.    | 2               | Spiro T. Agnew          | Republikáni                       | 39.            | 20. ledna 1969 – 10. října 1973     | Richard Nixon                    |
| 34.    | 1               | Henry Wilson            | Republikáni                       | 18.            | 4. března 1873 – 22. listopadu 1875 | Ulysses S. Grant                 |
| 34.    | 1               | Garret A. Hobart        | Republikáni                       | 24.            | 4. března 1897 – 21. listopadu 1899 | William McKinley                 |
| 34.    | 1               | Harry S. Truman         | Demokraté                         | 34.            | 20. ledna 1945 – 12. dubna 1945     | Franklin D. Roosevelt            |
| 34.    | 1               | Walter F. Mondale       | Demokraté                         | 42.            | 20. ledna 1977 – 20. ledna 1981     | Jimmy Carter                     |
| 34.    | 1               | J. D. Vance             | Republikáni                       | 50.            | 20. ledna 2025 – úřadující          | Donald Trump                     |
| 39.    | 0               | John Tyler              | Strana Whigů                      | 10.            | 4. března 1841 – 4. dubna 1841      | William H. Harrison              |
| 39.    | 0               | William R. King         | Demokraté                         | 13.            | 4. března 1853 – 18. dubna 1853     | Franklin Pierce                  |
| 39.    | 0               | Andrew Johnson          | Strana národní unie               | 16.            | 4. března 1865 – 15. dubna 1865     | Abraham Lincoln                  |
| 39.    | 0               | Thomas Andews Hendricks | Demokraté                         | 21.            | 4. března 1885 – 25. listopadu 1885 | Grover Cleveland                 |
| 39.    | 0               | Theodore Roosevelt      | Republikáni                       | 25.            | 4. března 1901 – 14. září 1901      | William McKinley                 |
| 39.    | 0               | Charles W. Fairbanks    | Republikáni                       | 26.            | 4. března 1905 – 4. března 1909     | Theodore Roosevelt               |
| 39.    | 0               | Calvin Coolidge         | Republikáni                       | 29.            | 4. března 1921 – 2. srpna 1923      | Warren G. Harding                |
| 39.    | 0               | Lyndon B. Johnson       | Demokraté                         | 37             | 20. ledna 1961 – 22. listopadu 1963 | John F. Kennedy                  |
| 39.    | 0               | Gerald R. Ford          | Republikáni                       | 40.            | 6. prosince 1973 – 9. srpna 1974    | Richard M. Nixon                 |
| 39.    | 0               | Nelson A. Rockefeller   | Republikáni                       | 41.            | 19. prosince 1974 – 20. ledna 1977  | Gerald Ford                      |
| 39.    | 0               | Dan Quayle              | Republikáni                       | 44.            | 20. ledna 1989 – 20. ledna 1993     | George H. W. Bush                |
| 39.    | 0               | Joe Biden               | Demokraté                         | 47.            | 20. ledna 2009 – 20. ledna 2017     | Barack Obama                     |